# Paradorydium sertum
Paradorydium sertum är en insektsart som beskrevs av Knight 1973. Paradorydium sertum ingår i släktet Paradorydium och familjen dvärgstritar. Inga underarter finns listade i Catalogue of Life.